# Galendromus carinulatus
Galendromus carinulatus är en spindeldjursart som först beskrevs av De Leon 1959.  Galendromus carinulatus ingår i släktet Galendromus och familjen Phytoseiidae. Inga underarter finns listade i Catalogue of Life.